# MIKE 11
MIKE 11 est un logiciel de modélisation hydraulique. Il permet la modélisation unidimensionnelle des écoulements à surface libre. Comme l'ensemble de la gamme de logiciels MIKE, il a été développé par le Danish Hydraulics Institute (DHI).
Le logiciel Mike 11 permet de simuler le débit et le niveau d'eau, ainsi que la qualité de l'eau et le transport de sédiments dans les rivières. Il modélise également les plaines d'inondation, les canaux d'irrigation et les réservoirs. Afin de modéliser les phénomènes hydrauliques, le logiciel résout les équations de Barré de Saint-Venant à une dimension,.

## Code de calcul

### Équations de Barré de Saint-Venant
Le logiciel MIKE 11 repose sur la résolution des équations de Saint-Venant 1D. Plus précisément, il résout les équations de conservation de la masse et de la quantité de mouvement :
{\displaystyle {\frac {\partial (\rho hb)}{\partial t}}+{\frac {\partial (\rho hbV)}{\partial x}}=0}
{\displaystyle {\frac {\partial (\rho hbV)}{\partial t}}+{\frac {\partial (\beta '\rho hbV^{2})}{\partial x}}=-{\frac {\partial ({\frac {1}{2}}\rho gbh^{2})}{\partial x}}-\rho gbh{\frac {\partial z_{b}}{\partial x}}}
Où :
- {\displaystyle \rho } représente la masse volumique du fluide,
- {\displaystyle b} représente la largeur au miroir de la section considérée,
- {\displaystyle h} est la hauteur d'eau,
- {\displaystyle V} représente la vitesse de l'écoulement,
- {\displaystyle \beta '} est le coefficient de répartition de la vitesse,
- {\displaystyle g} est l'accélération gravitationnelle.

Ces équations sont établies selon les hypothèses suivantes :
1. La masse volumique de l'eau est constante (l'eau est considérée comme un fluide homogène et incompressible).
2. La pente du fond est faible.
3. L'accélération verticale peut être négligée.
4. L'écoulement est en régime fluvial.

Les équations définies précédemment peuvent également être écrites différemment :
{\displaystyle {\frac {\partial S}{\partial t}}+{\frac {\partial Q}{\partial x}}=q_{l}}
{\displaystyle {\frac {\partial Q}{\partial t}}+{\frac {\partial (\beta '{\frac {Q^{2}}{S}})}{\partial x}}=-gS{\frac {\partial z}{\partial x}}-g{\frac {Q|Q|}{C^{2}SR_{h}}}}
Où :
- {\displaystyle S} représente la section en travers de l'écoulement,
- {\displaystyle Q} représente le débit,
- {\displaystyle q_{l}} représente le débit d'apport latéral,
- {\displaystyle z} est la cote de la surface libre,
- {\displaystyle C} est le coefficient de Chézy,
- {\displaystyle R_{h}} est le rayon hydraulique ({\displaystyle R_{h}={\frac {A}{P_{\text{mouillé}}}}}).

### Discrétisation
Les équations de Saint-Venant sont résolues par le schéma d'Abott Ionescu. Ce schéma résout les équations sur un maillage décalé (maillage alternant points de calcul pour la hauteur de ceux pour le débit).

## Modules
Le cœur de calcul de MIKE 11 est un moteur de simulation hydrodynamique, complété par une large gamme de modules et d’extensions supplémentaires, couvrant un grand nombre d'aspects de la modélisation fluviale.
Module HD : il permet de résoudre les équations non linéaires de Saint-Venant 1-D en régime dynamique, d'approximer les ondes diffusives et cinématiques, d'utiliser la méthode Muskingum et la méthode Muskingum-Cunge pour un routage simplifié des canaux. Il permet également de s'adapter automatiquement aux écoulements fluviaux et torrentiels. Il permet de simuler des structures hydrauliques standard telles que des barrages, des ponceaux, des ponts, des pompes, des pertes d'énergie et des écluses.
Extension SIG : une extension d'ArcMap d'ESRI permet de délimiter des bassins versants et des rivières. Elle fournit également des modèles numériques d'élévation (MNT), des estimations de la charge de pollution et permet la visualisation des inondations sous forme de cartes 2D ainsi que l'analyse des résultats à l'aide de Temporal Analyst.
Module RR : un module de ruissellement pluviométrique, incluant la méthode de l'hydrogramme unitaire, un modèle hydrologique continu conceptuel groupé et un modèle de comptabilité mensuelle de l'humidité du sol. Il comprend également un outil d'auto-étalonnage permettant d'estimer les paramètres du modèle à partir des données statistiques, en comparant les valeurs simulées aux valeurs observées.
Module SO : un module d'opération de structure. Il permet de simuler le comportement hydraulique d'ouvrages tels que des écluses, des barrages, des ponceaux, des pompes, des ponts, et offre à l'utilisateur la possibilité de définir des stratégies d'exploitation.
Module DB : un module de rupture de barrage. Il permet de définir la géométrie du barrage, l'évolution des brèches dans le temps et dans l'espace, ainsi que leur mode de défaillance.
Module AUTOCAL : un outil d'étalonnage automatique. Il permet d'automatiser le processus d'étalonnage pour une large gamme de paramètres, notamment les paramètres de ruissellement des précipitations, le nombre de Manning, les coefficients de perte de charge, les paramètres de qualité de l'eau, etc.
Module AD : un module de dispersion par advection. Il permet de simuler le transport et la propagation de polluants et de constituants persistants, ainsi que les transferts de chaleur avec décroissance linéaire.
Module ST/GST : un module sédimentaire non cohésif. Il permet de simuler le transport, l’érosion et le dépôt de sédiments non cohésifs et non cohésifs gradués, y compris dans le cas des simulations de la morphologie des rivières.
Module ACS : un module sédimentaire cohésif. Il présente une description du lit de la rivière à 3 couches.
Module MIKE ECO Lab : fournit une modélisation écologique. Il peut simuler la DBO, l'ammoniac, les nitrates, l'eutrophisation, les métaux lourds et les zones humides. Sur la base de modèles de processus prédéfinis, il est possible de développer ses propres modèles.
Module MIKE 11 Stratifié : modélise les différences de densité verticale telles que la salinité ou la température dans les masses d'eau stratifiées à deux ou plusieurs couches.
Module MIKE 11 Temps Réel : un package de simulation et un front-end SIG pour la mise en place de systèmes opérationnels de prévision des crues. Il comprend la mise à jour en temps réel et le filtrage de Kalman.

## Applications
Les principaux domaines d'application de MIKE 11 sont l'analyse des crues et la conception de mesures d'atténuation, la prévision des crues en temps réel, l'analyse des ruptures de barrages, l'optimisation des opérations de vannes et de structures de réservoirs et de canaux, les évaluations écologiques et de la qualité de l'eau dans les rivières et les zones humides, le transport de sédiments, ainsi que les études de morphologie des rivières et l'intrusion de salinité dans les rivières et les estuaires,.

## Alternatives
- MASCARET (logiciel)
- BASEMENT
- HEC-RAS